# HD 34310
HD 34310，又名CD-27 2161，SAO 170238、HR 1723，是一颗恒星，视星等为5.07，位于銀經229.22，銀緯-31.97，其B1900.0坐标为赤經5h 11m 23.6s，赤緯-27° -31.97′ 19″。